# Plectris amoena
Plectris amoena är en skalbaggsart som beskrevs av Frey 1973. Plectris amoena ingår i släktet Plectris och familjen Melolonthidae. Inga underarter finns listade i Catalogue of Life.